# Lexmond
Lexmond è un villaggio di circa 2.700 abitanti del sud-ovest dei Paesi Bassi, facente parte della provincia dell'Olanda Meridionale (Noord-Holland) e situata nella regione dell'Alblasserwaard e lungo l'estuario del fiume Laak (da cui il nome). Dal punto di vista amministrativo, si tratta di un ex-comune, dal 1986 accorpato alla municipalità di Zederik.

## Geografia fisica
Lexmond si trova a nord-est di Leerdam e a sud-ovest di Nieuwegein  e Vianen.

## Origini del nome
Il nome del villaggio, che, come detto significa "estuario del Laak", è attestato anticamente nelle forme Leksmond, Lakesmunde (1180 ca.), Laxemunde (1277), Lexmonde (1396).

## Storia

### Simboli
Nello stemma di Lexmond è raffigurata una testa di cinghiale dorata su sfondo blu.
Questo stemma è derivato da quello dei signori di Vianen e Brederode.

## Monumenti e luoghi d'interesse
Lexmond vanta 14 edifici classificati come rijksmonumenten e 40 edifici classificati come gemeentelijke monumenten.

### Architetture religiose

#### Chiesa protestante
Principale edificio religioso di Lexmond è la chiesa protestante della Kortenhoevenseweg, le cui origini risalgono al XIV secolo.

## Geografia antropica
Buurtschappen
- Achthoven
- Kortenhoeven
- Lakerveld